# Ekrazyt
Ekrazyt (niem. Ekrasitⓘ) – nazwa kruszącego materiału wybuchowego, który stosowany był przede wszystkim w trakcie I wojny światowej przez armię Austro-Węgier, a obecnie ma znaczenie wyłącznie historyczne. Jego skład bazował na nitrozwiązkach aromatycznych bądź ich solach amonowych, jednak istnieją wątpliwości co do dokładnego składu tego materiału.

## Historia

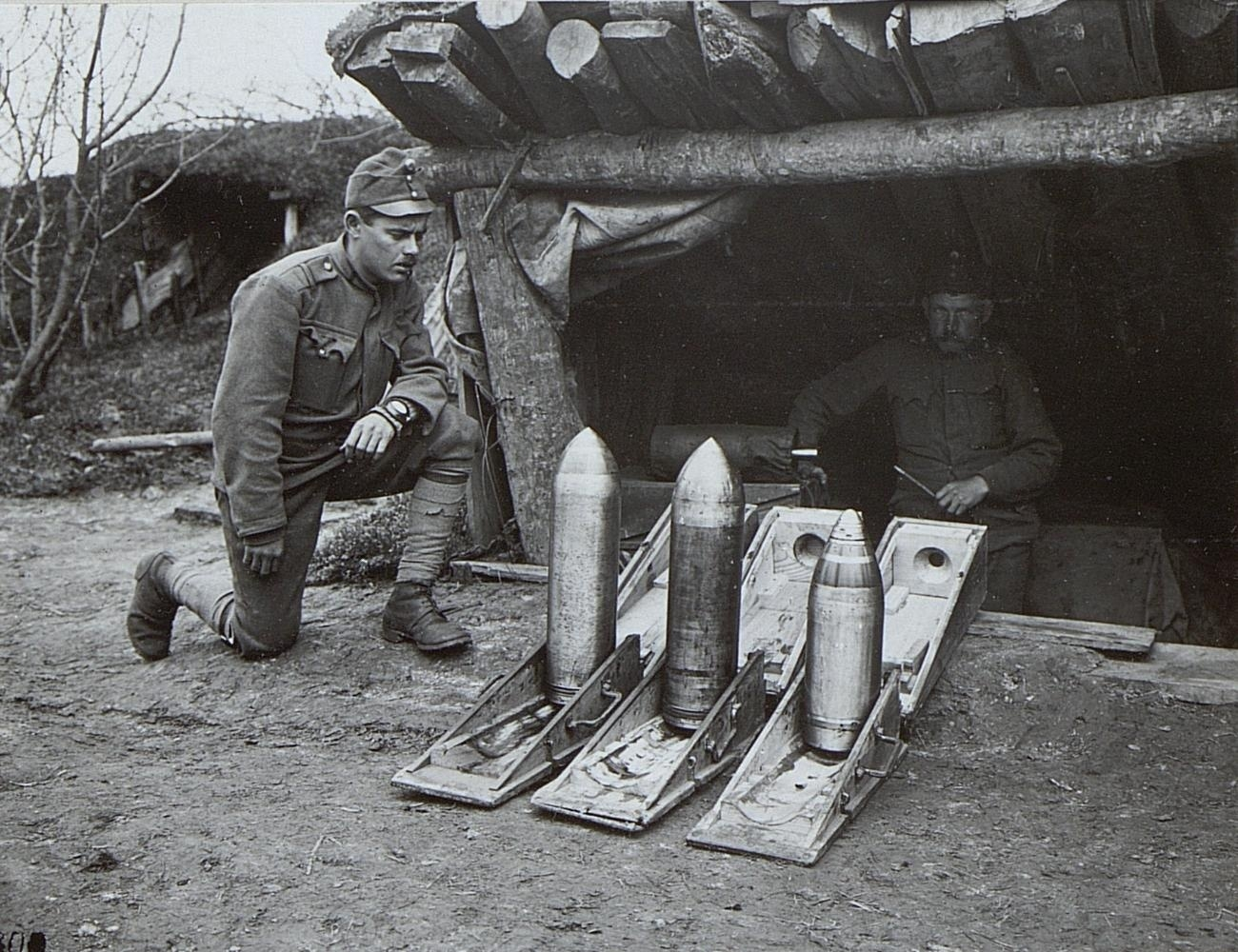
Żołnierze 2 Armii austro-węgierskiej obok dwóch pocisków artyleryjskich wypełnionych ekrazytem (z lewej) do ciężkiej haubicy polowej kalibru 15 cm

Ekrazytu zaczęły używać wojska austro-węgierskie w 1892 roku i stosowały go aż do końca I wojny światowej. Zastąpił materiały bazujące na żelatynie wybuchowej, które cechowały się zbyt dużą wrażliwością na uderzenie i przestrzelenie pociskiem. Ekrazyt stosowano m.in. do elaborowania pocisków artyleryjskich, zarówno do mniejszej artylerii górskiej jak 7 cm Gebirgskanone M.99, ale także ciężkiej artylerii polowej (15 cm schwere Feldhaubitze M.94) i artylerii nadbrzeżnej. Stosowano go także w karabinowej amunicji wskaźnikowej. Produkcja odbywała się w Bratysławie w zakładach Kubina i Sierscha.
W czasie wojny ukraińsko-sowieckiej w 1918 roku w Kijowie doszło do potężnego wybuchu magazynu, w którym armia austro-węgierska składowała ekrazyt. Materiał ten (tj. w tym przypadku zawierający 2,4,6-trinitro-m-krezolanu amonu) miał być również stosowany w czasie II wojny światowej przez Królestwo Włoch do elaboracji niektórych wielkokalibrowych pocisków artyleryjskich

## Skład
W literaturze istnieją istotne rozbieżności co do rzeczywistego składu ekrazytu, zwłaszcza że w latach gdy był stosowany, jego dokładny skład miał być utrzymywany w tajemnicy przez Austro-Węgry.
Materiał ten miał mieć żółtą barwę, być niewrażliwy na zawilgocenie, zmiany temperatury i czynniki mechaniczne – tarcie, uderzenie czy przestrzelenie pociskiem. Nie wybuchał również od płomienia, a jedynie ulegał niewybuchowemu zapłonowi.
| Podstawowy skład                                                | Informacje dodatkowe | Źródła                               |
| --------------------------------------------------------------- | --- | ------------------------------------ |
| kwas pikrynowy                                                  | czysty kwas pikrynowy bądź z zawartością związków (do 10%) obniżających temperaturę topnienia poniżej 100 °C, np. dinitronaftalen, dinitrobenzen | [ b ] [ 1 ] [ 7 ] [ 8 ] [ 9 ] [ 10 ] |
| 2,4,6-trinitro-m-krezolan amonu                                 | mógł być również stosowany w mieszaninie z azotanem potasu bądź z azotanem amonu w różnych stosunkach                                            | [ 1 ] [ 6 ] [ 11 ] [ 12 ]            |
| mieszanina kwasu pikrynowego i 2,4,6-trinitro-m-krezolanu amonu | mieszanina taka miała mieć stosunek składników 4:6 albo 6:4                                                                                      | [ c ] [ 1 ]                          |